# Pennsylvania Wing Civil Air Patrol
A Pennsylvania Wing Civil Air Patrol (PAWG) é o mais alto escalão da Civil Air Patrol no estado de Pennsylvania. A sede da Pennsylvania Wing está localizada ao sul da cidade de Fort Indiantown Gap, uma instalação da Army National Guard, perto de Harrisburg. A Pennsylvania Wing consiste em mais de 1.700 cadetes e membros adultos em 55 localidades em todo o estado de Pennsylvania.
A ala da Pennsylvania é membro da Região Nordeste da CAP juntamente com as alas dos seguintes Estados: Connecticut, Maine, Massachusetts, New Hampshire, New Jersey, New York, Rhode Island e Vermont.

## Missão
A Pennsylvania Wing executa as três missões principais da Civil Air Patrol (CAP): fornecer serviços de emergência; oferecendo programas de cadetes para jovens; e fornecer educação aeroespacial para membros do CAP e para o público em geral.

### Serviços de emergência
A Civil Air Patrol realiza serviços de emergência em situações de emergência por meio de diversas missões, entre elas: busca e salvamento; gestão de emergência; ajuda humanitária e operações antidrogas.
Em março de 2021, como parte da resposta da CAP no combate à pandemia COVID-19, membros da ala da Pensilvânia forneceram apoio em um ponto de distribuição da vacina.

### Programas de cadetes
A CAP administra um programa de cadetes com o objetivo de aprimorar as habilidades de liderança dos cadetes, cultivando o interesse pela aviação, e também para prestar serviços à Força Aérea dos Estados Unidos e à comunidade local.

### Educação aeroespacial
A CAP executa programas de educação aeroespacial internos e externos. O programa interno oferece educação aeroespacial para os membros do CAP, tanto seniores quanto cadetes. O programa externo fornece ao público em geral educação aeroespacial.

## Comandantes da ala

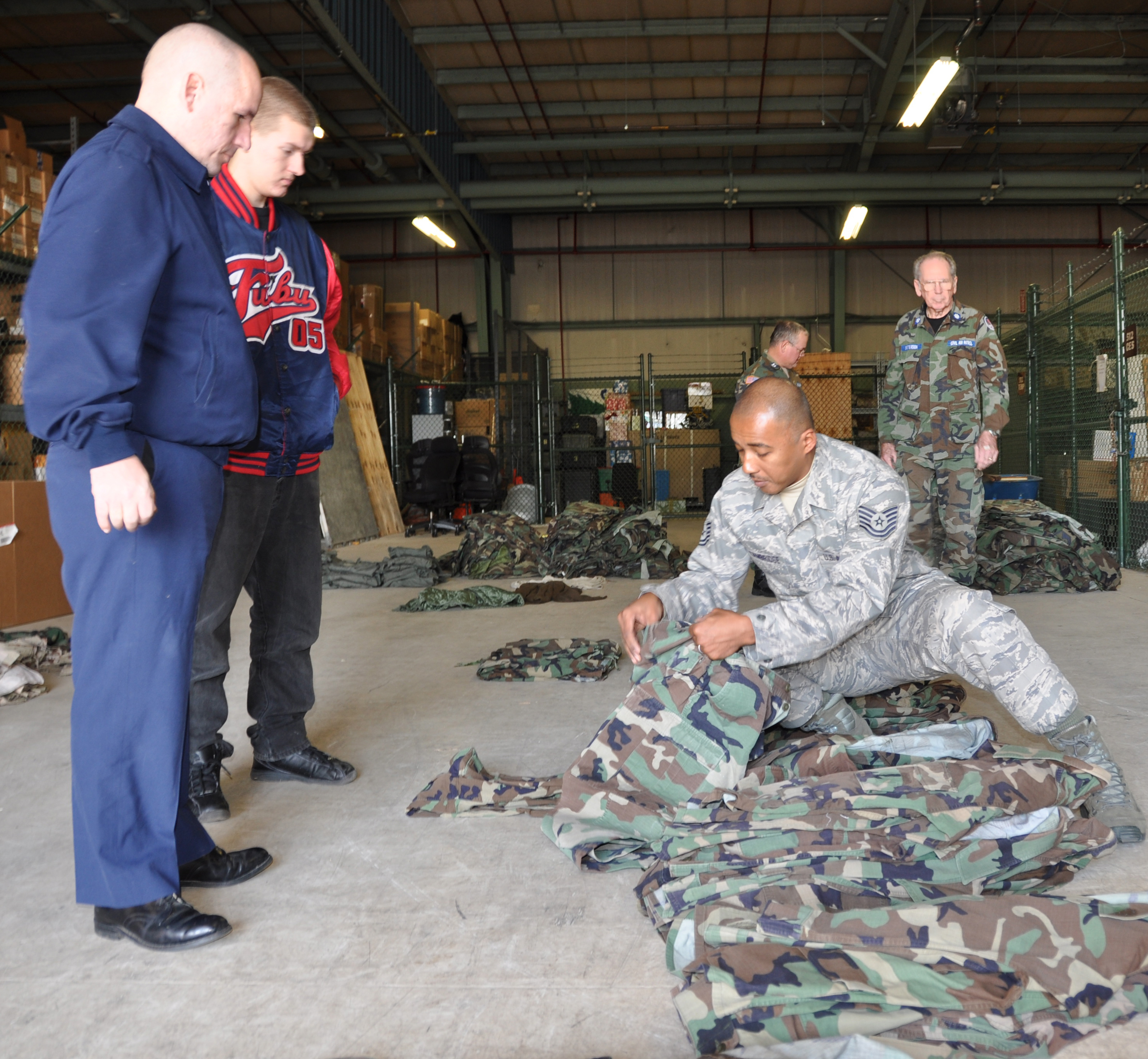
Voluntários da CAP coletam uniformes doados às unidades CAP de Delaware e Pensilvânia pela Guarda Nacional de Delaware.

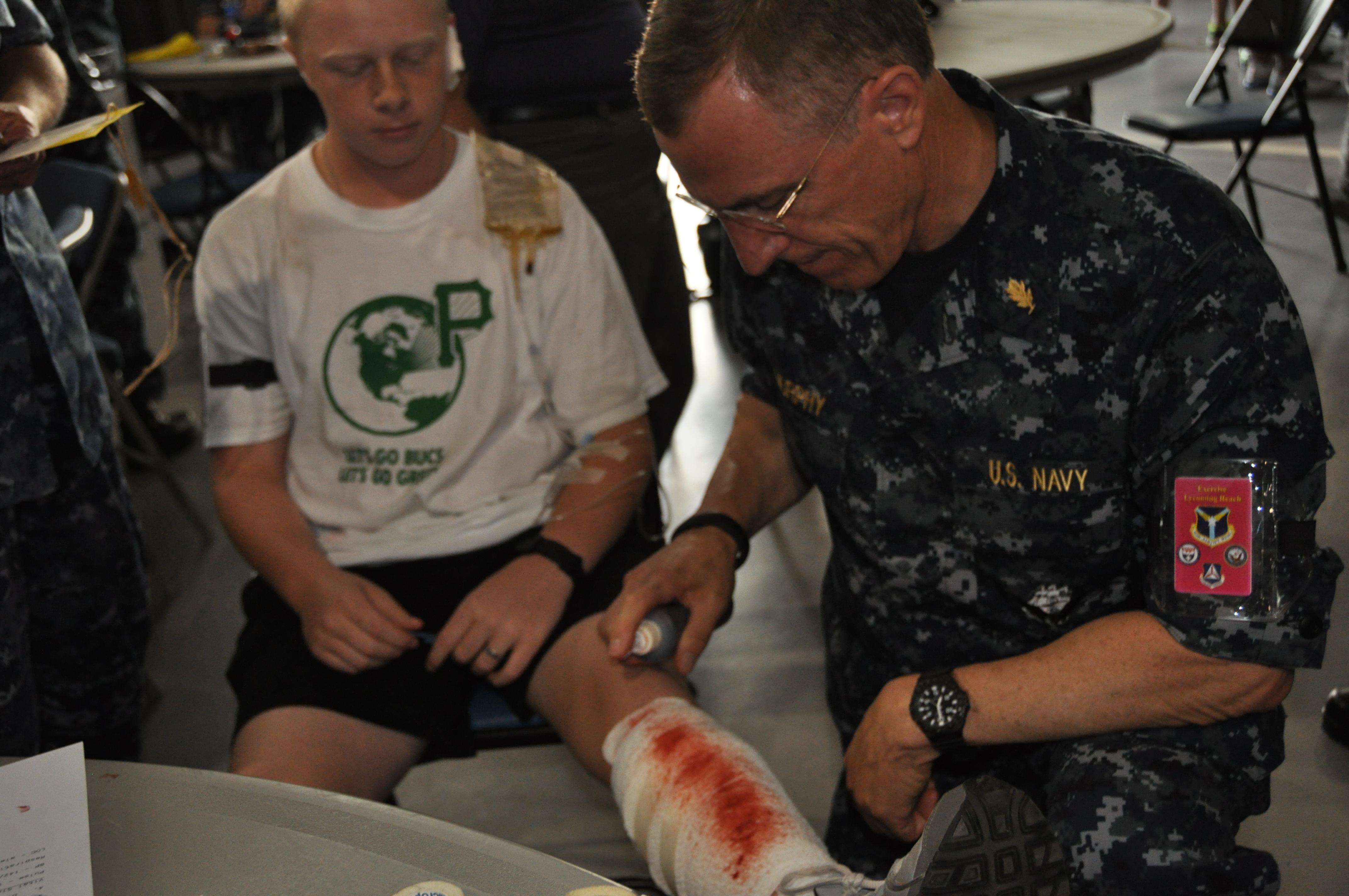
Tenente Comandante Tim Murphy, psicólogo do Corpo de Serviço Médico da Reserva da Marinha no Centro Médico Militar Nacional Walter Reed em Bethesda, borrifa sangue falso nas bandagens de um cadete da Patrulha Aérea Civil Wing da Pensilvânia como parte da preparação para um exercício do Sistema Médico de Desastre Nacional.

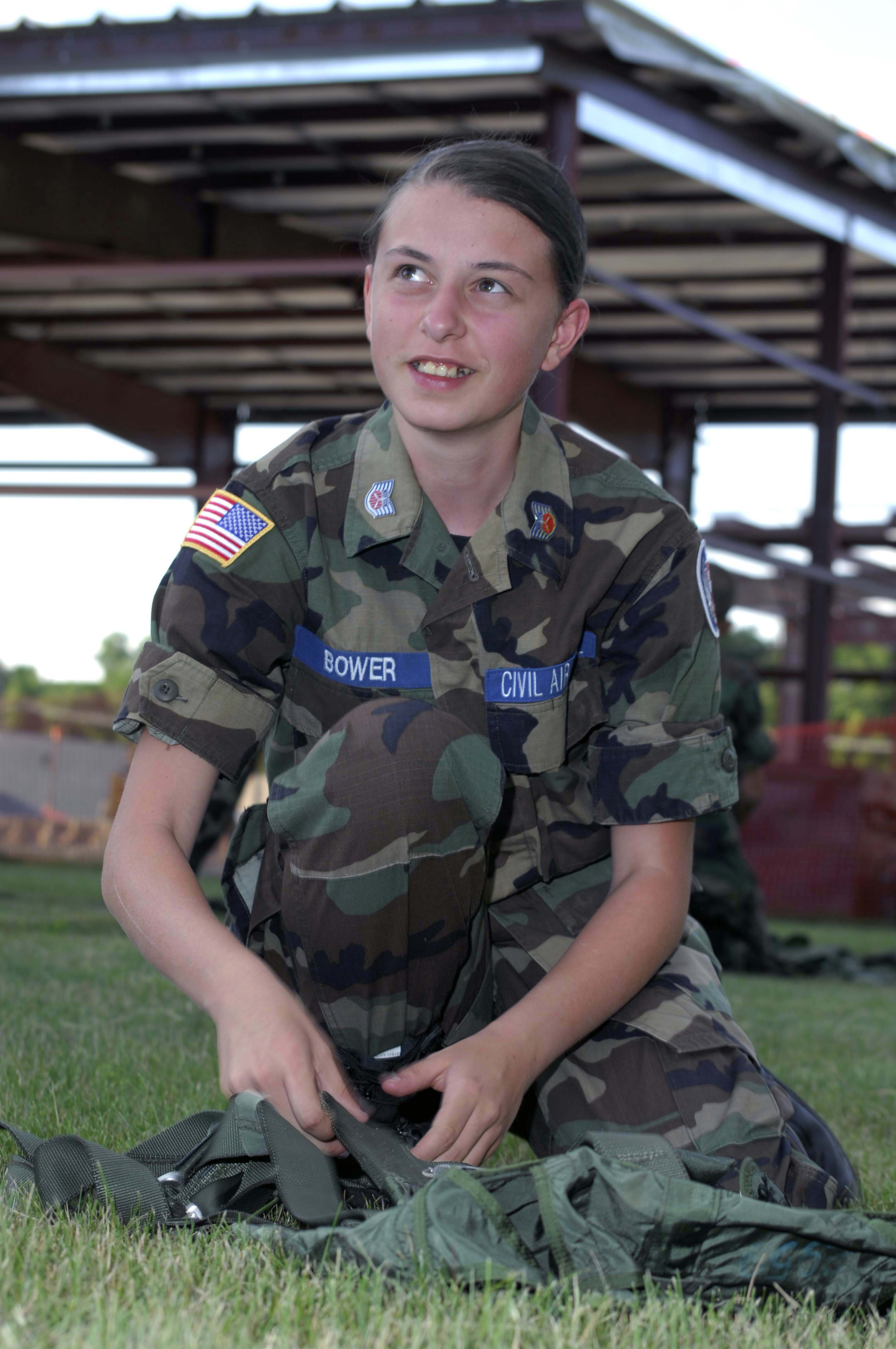
Cadet Tech. Sgt. Jessica Bower, do Civil Air Patrol Harrisburg International Composite Squadron 306, ensina como ajustar um cinto de pára-quedas.

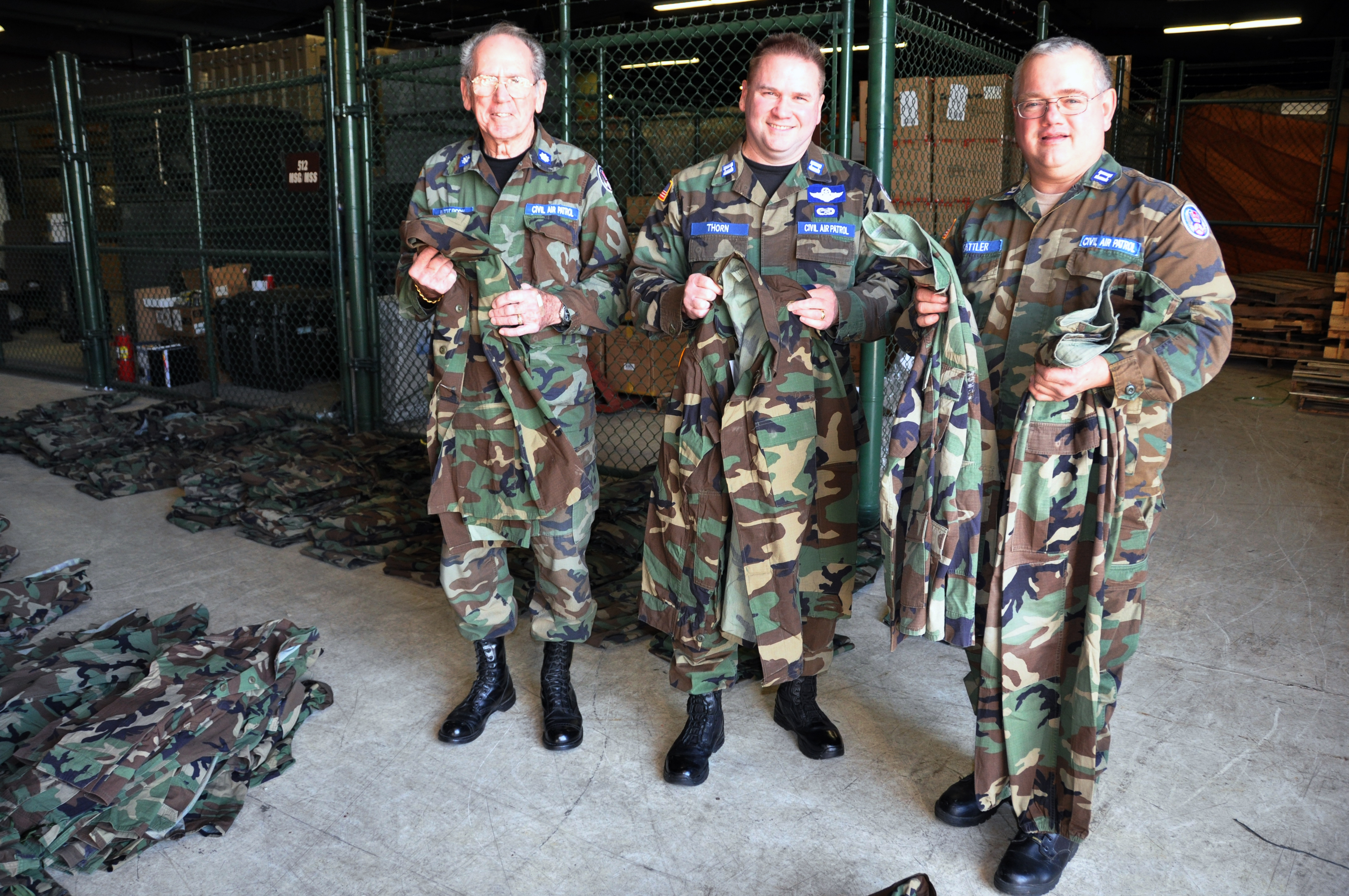
Da esquerda para a direita estão os membros da Patrulha Aérea Civil, Tenente Coronel Jerry Patterson, Capitão Bob Thorn e Capitão Frank Sattler, que estão segurando uniformes de batalha doados da 512ª Ala de Transporte Aéreo para unidades CAP de Delaware e Pensilvânia na Base Aérea de Dover, Del., 8 de janeiro de 2012.

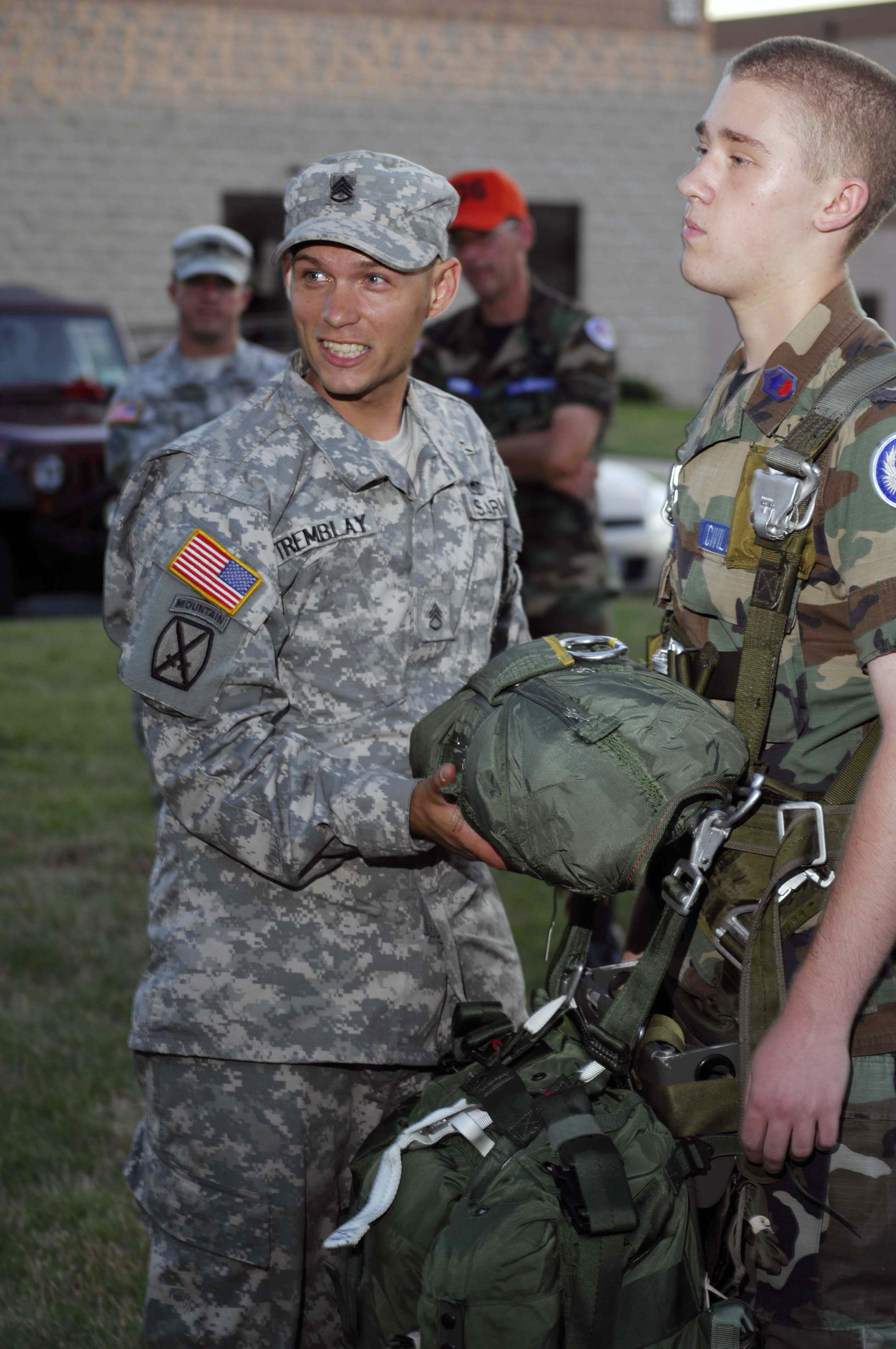
Sargento da equipe Joseph Tremblay mostra como montar o equipamento de combate em um pára-quedas com a ajuda do Cadet Chief Master Sgt. Joseph Dempsey, Patrulha Aérea Civil Wing da Pensilvânia.

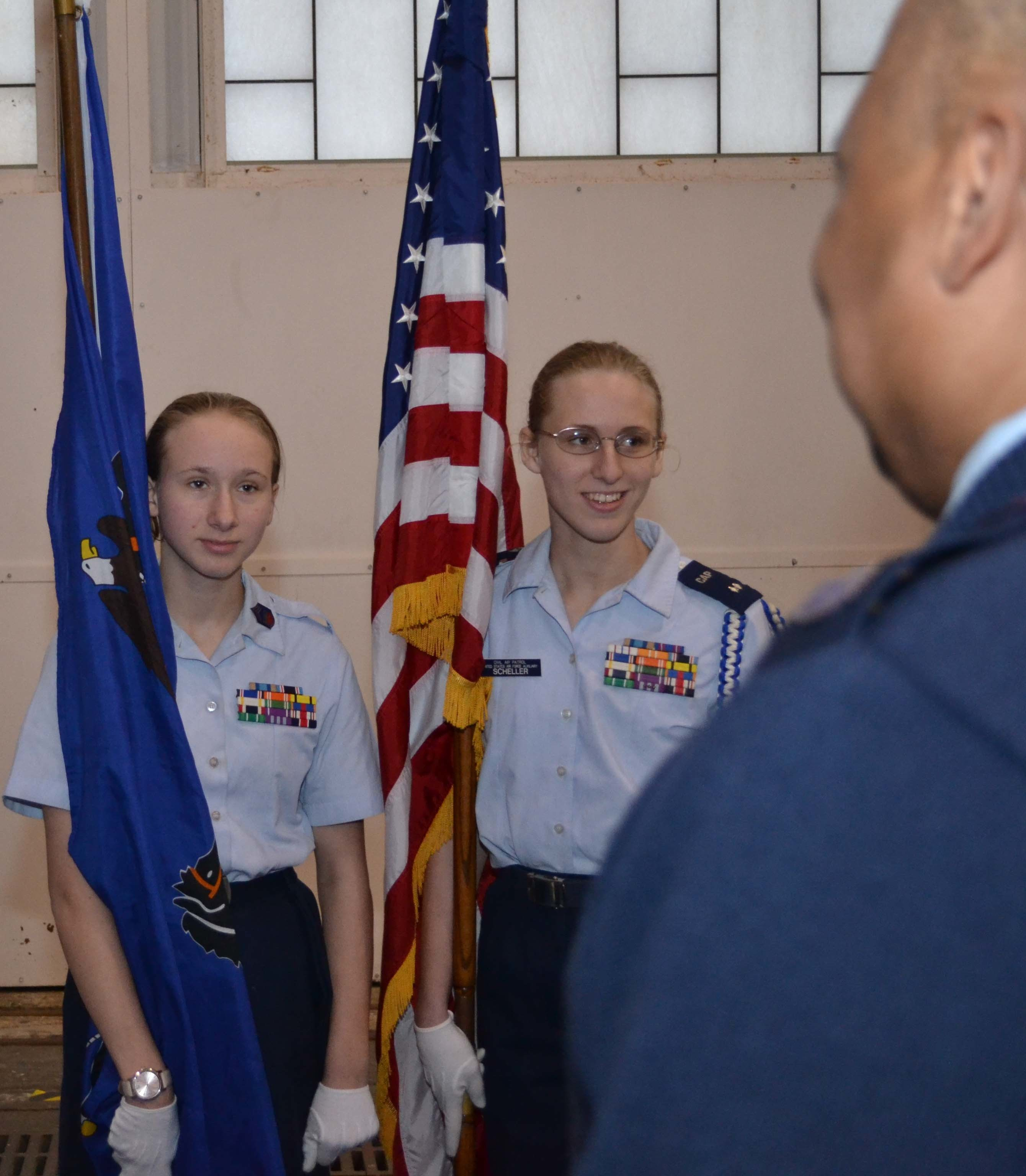
Membros da Guarda de Honra do Esquadrão da Patrulha Aérea Civil 801 em Allentown, Pensilvânia, ouvem as instruções dadas por Tech aposentado. Sgt. Anthony Kearse.

1. Lt. Col. William L. Anderson — Dezembro 1, 1941 a Agosto 18, 1945
2. Lt. Col. Philip F. Neuweiler — Agosto 18, 1945 a Março 26, 1946[10]
3. Lt. Col. Carl A. Reber — Março 26, 1946 a Agosto 15, 1947[10]
4. Col. Philip F. Neuweiler — Agosto 15, 1947[10] a Março 21, 1970
5. Col. Angelo A. Milano — Março 22, 1970 a Novembro 5, 1977
6. Temp. Col. Andrew E. Skiba — Novembro 5, 1977 a Junho 28, 1978
7. Lt. Col. Edward T. Kelly (Int.) — Junho 28, 1978 a Janeiro 1, 1979
8. Col. Angelo A. Milano — Janeiro 1, 1979 a Dezembro 7, 1987
9. Col. Raymond F. Schuler — Dezembro 7, 1987 a Fevereiro 16, 1990
10. Col. M. Allen Applebaum — Fevereiro 16, 1990 a Novembro 14, 1990
11. Col. Larry Kauffman — Novembro 14, 1990 a Novembro 20, 1993
12. Col. Joseph A. Guimond, Jr. — Novembro 20, 1993 a Agosto 19, 1995
13. Col. Jean-Pierre J. Habets — Agosto 19, 1995 a Agosto 15, 1999
14. Col. Fredric K. Weiss — Agosto 15, 1999 a Junho 14, 2003
15. Col. M. Allen Applebaum — Junho 14, 2003 a September 29, 2007
16. Col. Mark A. Lee — September 29, 2007 a Novembro 12, 2011
17. Col. Sandra E. Brandon — Novembro 12, 2011 a Maio 16, 2015
18. Col. Gary Fleming — Maio 16, 2015 a Maio 18, 2019
19. Col. Kevin Berry — Maio 18, 2019 ao Presente[11]

## Premiados com o"Spaatz Awards"
1. Michael F. S. Hanford — Fevereiro 14, 1966
2. Kenneth B. Hibbert — Setembro 12, 1967
3. Ramon L. Bennedetto — Maio 16, 1968
4. Michael A. Allen — Novembro 22, 1968
5. Richard B. Smith — Janeiro 7, 1969
6. James I. Heald — Maio 15, 1969
7. Paul S. Draper — Janeiro 14, 1970
8. Harry Z. Mertz — Janeiro 14, 1970
9. Gary J. Kirkpatrick — Maio 14, 1970
10. Roy K. Salomon — Abril 11, 1972
11. Marie E. Stutz — Junho 28, 1972
12. Donald P. Flinn — Julho 24, 1972
13. Mark L. Sweeney — Março 15, 1973
14. George S. Rose — Junho 18, 1973
15. Robert P. Pelligrini — Agosto 2, 1973
16. Gary P. Standorf — Novembro 7, 1974
17. Keith D. Kries — Março 7, 1975
18. Konrad J. Trautman — Fevereiro 14, 1977
19. Robert Mattes — Outubro 2, 1977
20. Lawrence L. Trick — Novembro 22, 1977
21. Jerrold Warthman — Março 1, 1978
22. Richard Magners — Julho 3, 1978
23. Richard Graves — Agosto 22, 1978
24. James Kraftchak — Janeiro 2, 1979
25. William Snee — Maio 1, 1979
26. Bryan Watson — Novembro 13, 1979
27. Robert Atwell — Novembro 16, 1979
28. Terry Hawes — Novembro 19, 1979
29. Jeff Riley — Agosto 8, 1980
30. Terry Friend — Setembro 3, 1980
31. Tim Hawes — Outubro 27, 1980
32. Richard Yingling — Maio 6, 1981
33. R. Steven Rickert — Outubro 7, 1981
34. Edward Czeck — Junho 25, 1982
35. Sean Neal — Dezembro 13, 1982
36. Anthony Sodano — Dezembro 17, 1982
37. Walter Garnett — Abril 1, 1984
38. Kurt Hack — Fevereiro 28, 1985
39. Robert Lutz — Janeiro 22, 1986
40. Daniel Weston — Maio 8, 1986
41. David Mertes — Setembro 5, 1986
42. Paul Andrew — Abril 6, 1988
43. John Angeny — Julho 1, 1988
44. Lawrence L. Stouffer — Abril 18, 1989
45. John Talaber — Agosto 8, 1989
46. Henry Lutz — Agosto 29, 1989
47. William Davis — Junho 12, 1990
48. Kerim Yasar — Janeiro 16, 1991
49. Joseph Shirer — Agosto 27, 1991
50. Randy Lentz — Agosto 27, 1991
51. Isaac Zortman — Novembro 21, 1991
52. Richard Gray — Dezembro 9, 1991
53. Nathaniel Szewczyk — Fevereiro 25, 1992
54. Kara Grimaldi — Janeiro 18, 1993
55. Timothy Cheslock — Junho 29, 1993
56. Sarah Ferdinand — Junho 29, 1993
57. Julian Rivera — Janeiro 12, 1995
58. Julius Armstrong — Dezembro 22, 1995
59. Joel A. Martin — Dezembro 3, 1995
60. Broderick A. Jones — Dezembro 3, 1995
61. Michael T. Bauer — Julho 19, 1998
62. Jason Secrest — Julho 16, 1999
63. Sean T. Conroy — Junho 9, 2000
64. Joshua Plocinski — Dezembro 21, 2002
65. Shawn M. Cressman — Março 13, 2003
66. Erin M. Nelson — Fevereiro 21, 2006
67. David J. Spillane — Abril 21, 2007
68. Robert A. Nolt — Julho 26, 2007
69. Matthew J. Postupack — Agosto 28, 2007
70. Thomas P. Carr — Dezembro 22, 2007
71. Courtney Gallagher — Dezembro 23, 2009
72. Dane V. Carroll — Agosto 19, 2010
73. Noah D. Bendele — Abril 21, 2011
74. Abigail R. Hawkins — Agosto 9, 2013
75. Ethan J. Dunlap — Maio 20, 2014
76. Nicholas A Cavacini — Junho 19, 2015
77. Nicholas G Basile — Setembro 28, 2015
78. Jared K. Przelomski — Janeiro 19, 2016
79. Adam I. Parker — Maio 17, 2016
80. Josiah L. Acosta — Agosto 1, 2017
81. Matthew J. Chirik — Novembro 6, 2017
82. Brandon M. Webber — Janeiro 21, 2018
83. Matthew D. Robinson — Junho 15, 2018
84. Mallory Fichera — Julho 26, 2018
85. Nolan E. Hulick — Janeiro 9, 2019
86. Andrew G. Myers — Fevereiro 9, 2019
87. Andrew S. Wieder — Agosto 10, 2019
88. Colin T. Phipps — Janeiro 6, 2021

Fonte: Master Spaatz Award Recipient Listing

## Organização

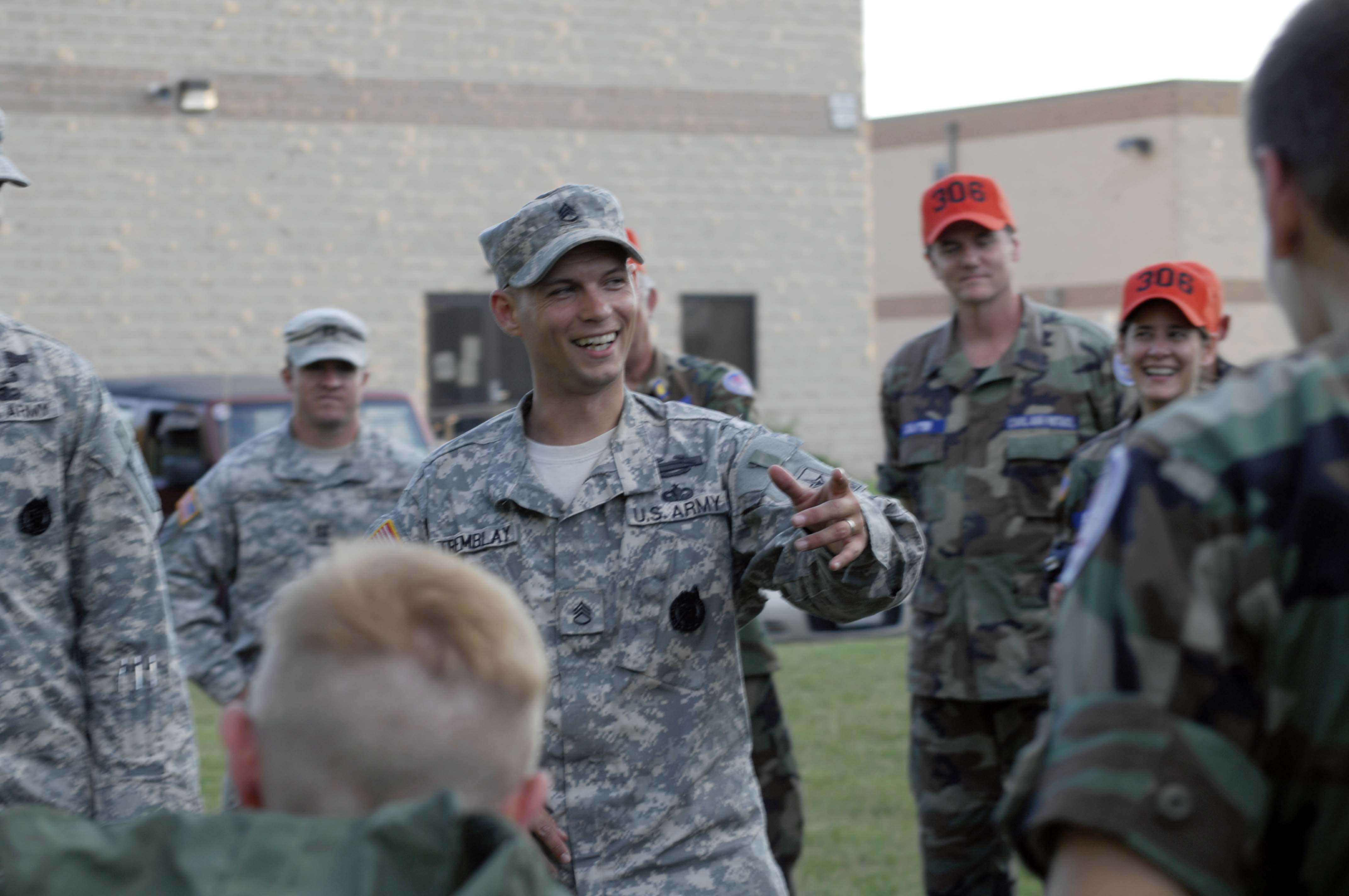
Sargento da equipe Joseph Tremblay diz aos cadetes da Patrulha Aérea Civil que eles precisam gritar “AIRBORNE!”, 29 de junho durante o treinamento na 193ª Base da Guarda Aérea Nacional da Pensilvânia de Operações Especiais.

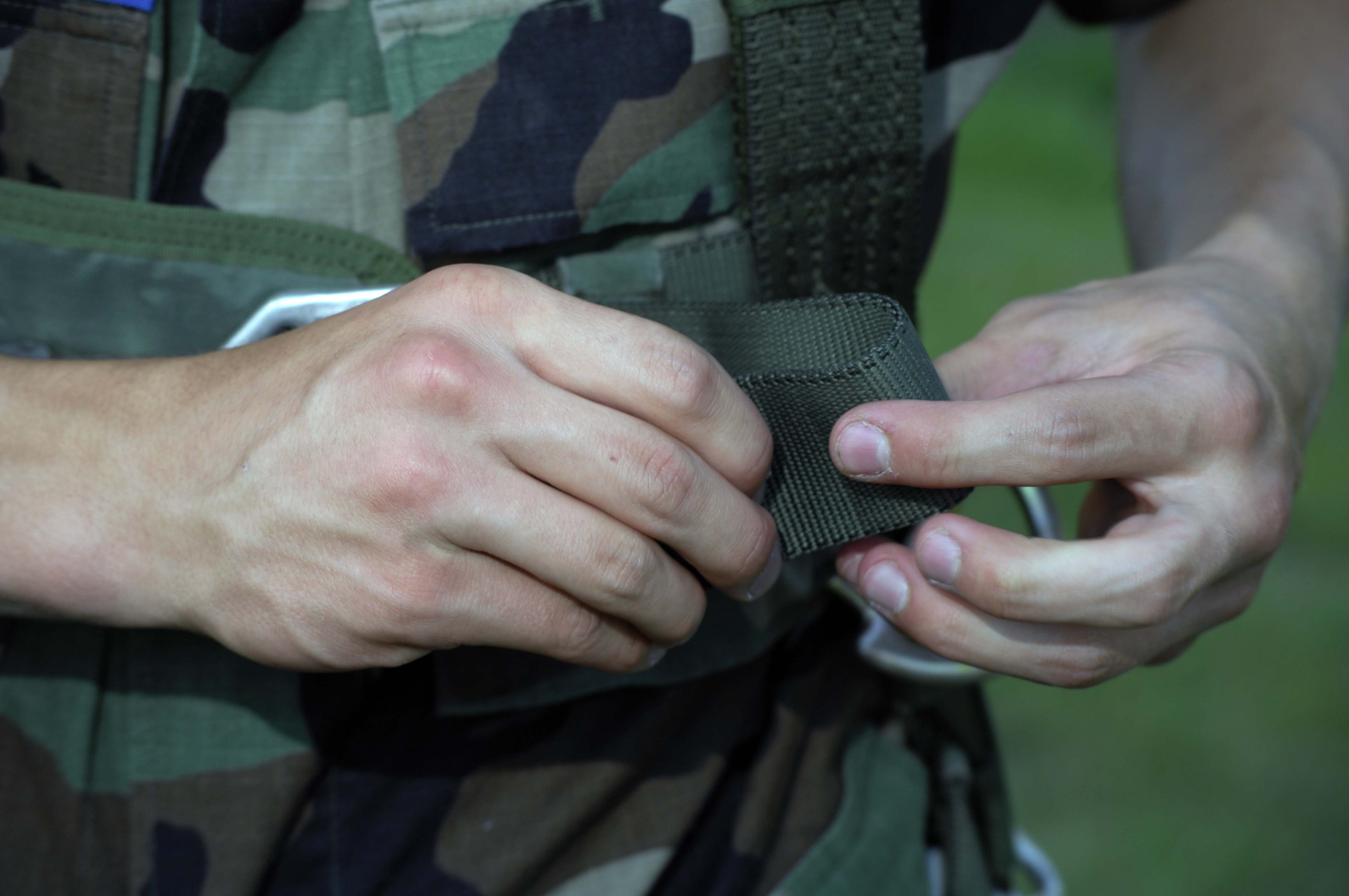
O cadete do aviador Jeremy Shaver, da Pennsylvania Wing CAP, dobra a extremidade de corrida livre na cinta torácica do arnês.

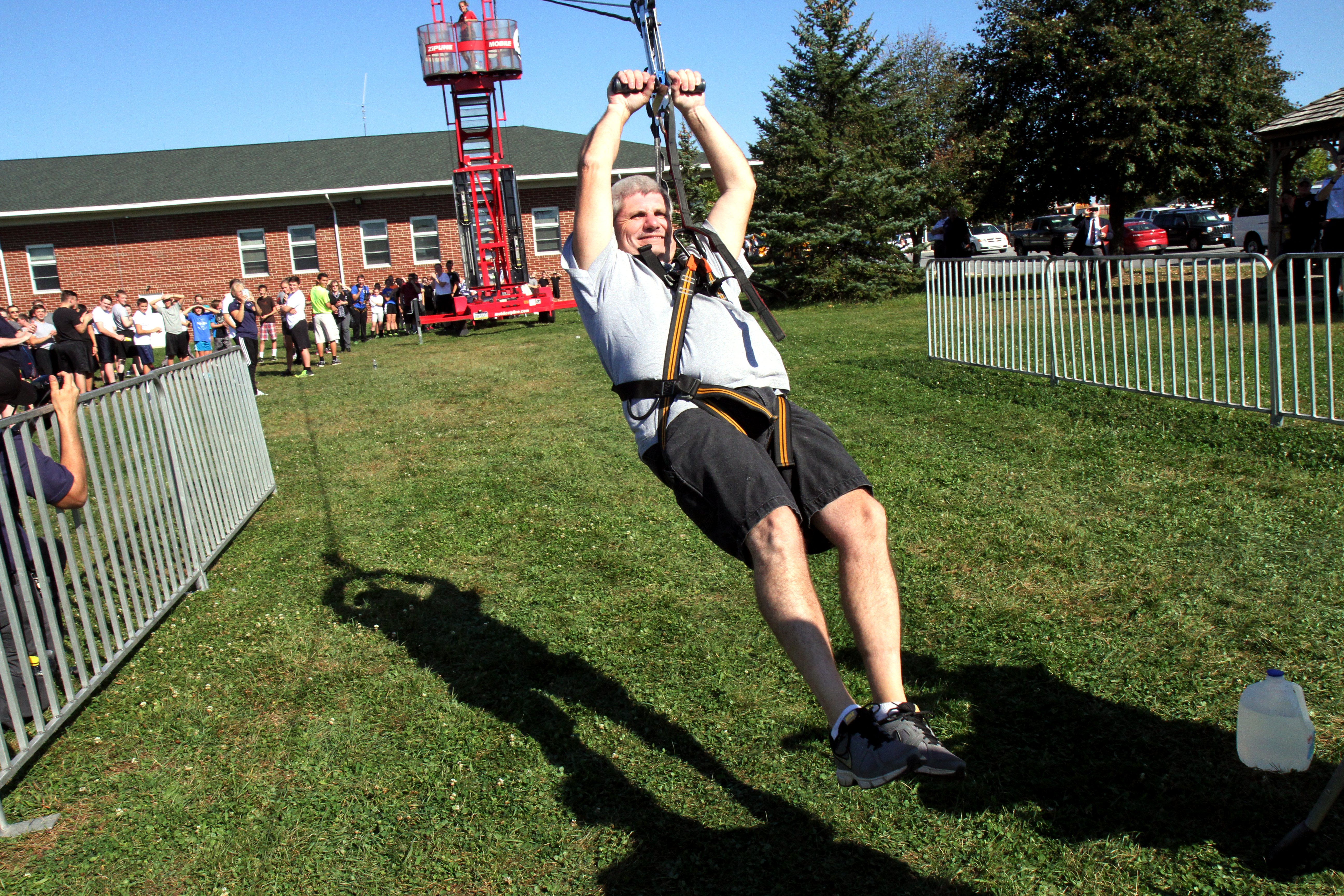
O coronel Gary Fleming, comandante da ala da Patrulha Aérea Civil da Pensilvânia, faz uma curva em uma tirolesa móvel.

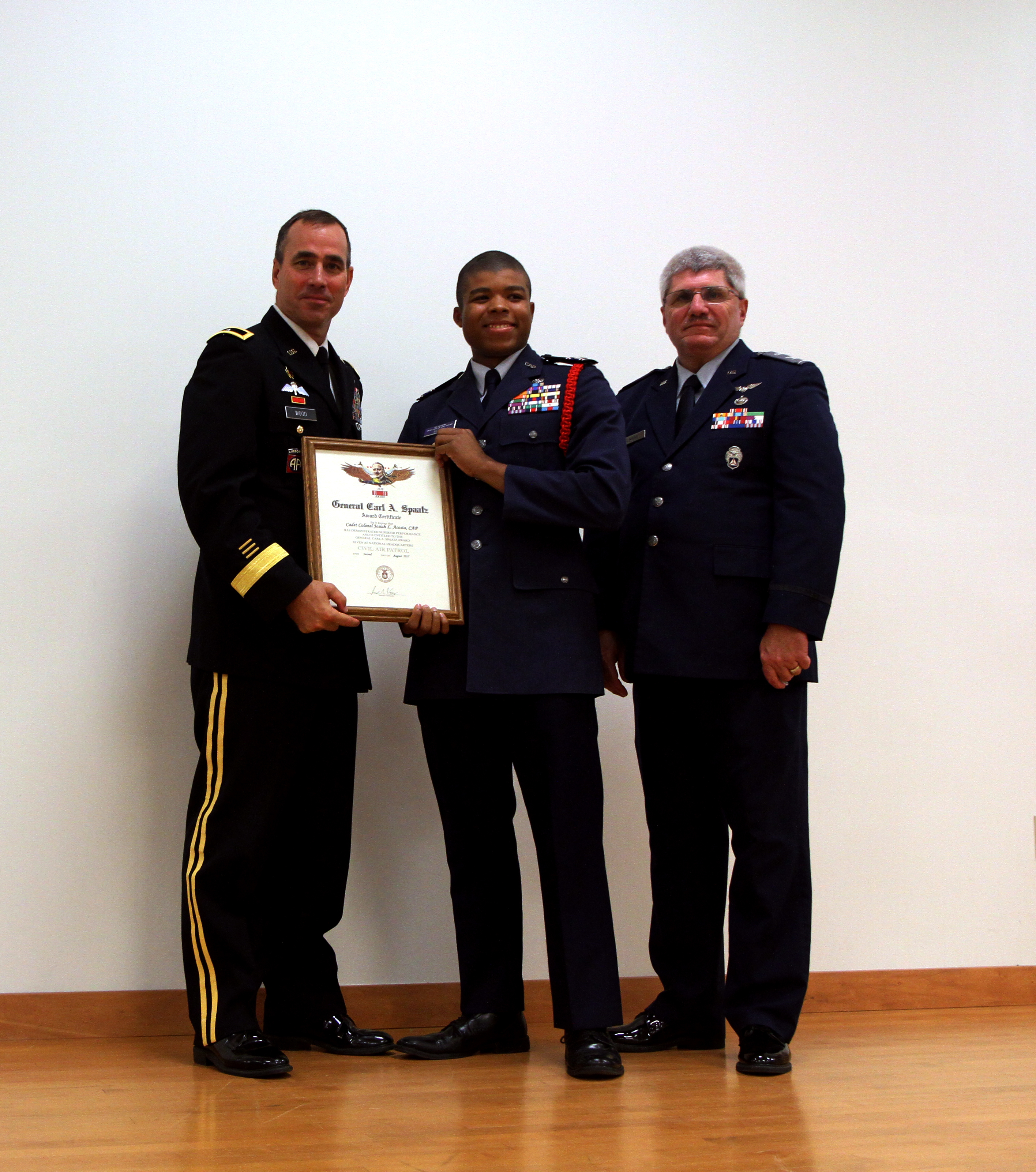
O General de brigada David Wood, da Guarda Nacional da Pensilvânia, e o coronel Gary Fleming, comandante da ala da Patrulha Aérea Civil da Pensilvânia, presentearam o cadete ao coronel Josiah Acosta com o prêmio General Carl A. Spaatz.

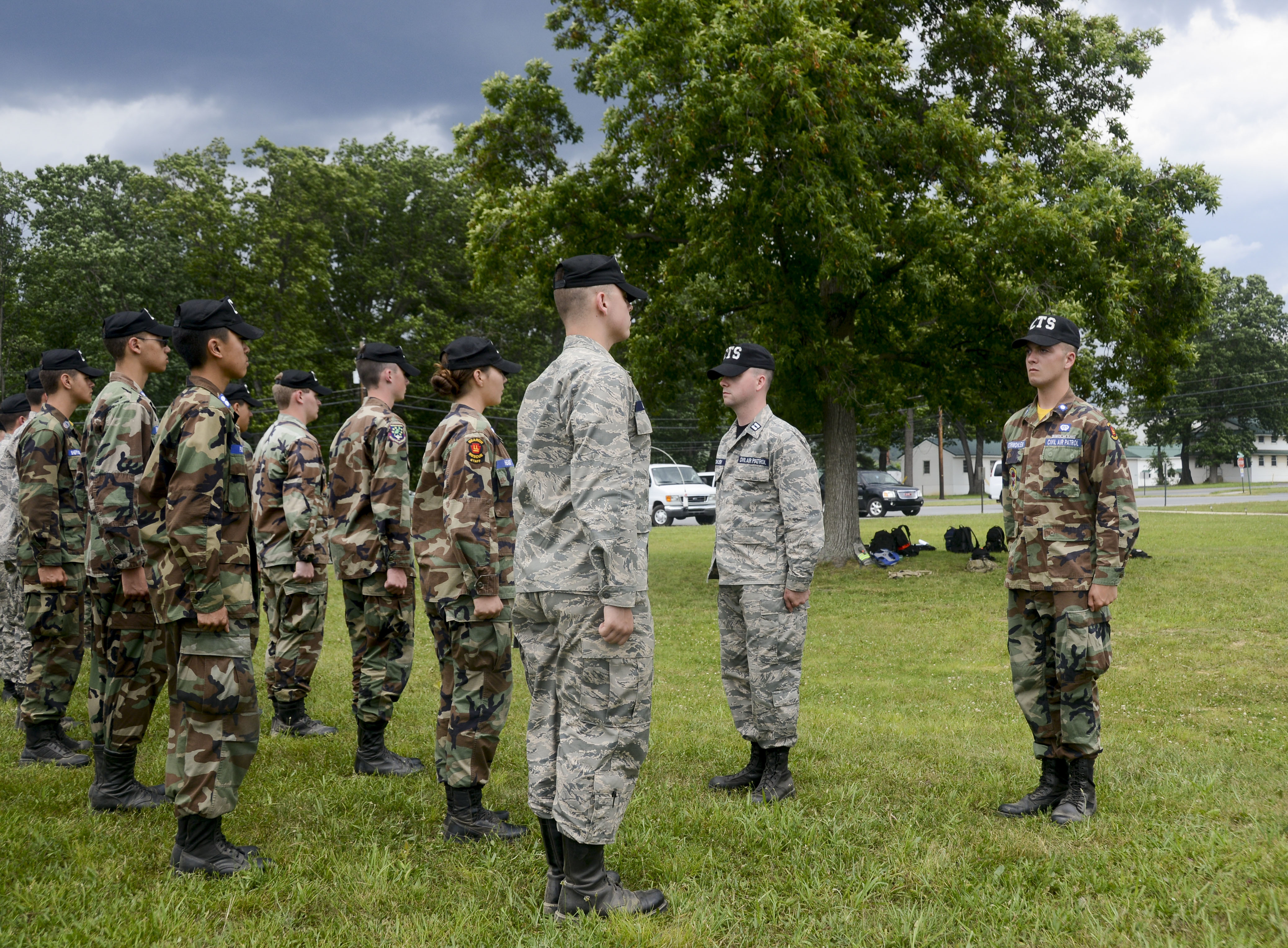
Shawn (à esquerda) e Kevin Utermohlen, da Guarda Aérea Nacional da Pensilvânia, conduziram uma inspeção de um vôo de cadetes da Patrulha Aérea Civil.

Em 1º de dezembro de 2014, a Pennsylvania Wing operava 60 esquadrões, em seis grupos, 15 aeronaves, 34 veículos terrestres e uma rede de radiocomunicação estadual que opera 24 horas por dia, 7 dias por semana, e faz parte de uma rede nacional.

### Grupo 1
O Grupo 1 é responsável pelas operações na áres de Pittsburgh e ao redor dela.
| N.o do Esquadrão | Nome/Localização/Tipo      | Notas |
| ---------------- | -------------------------- | ----- |
| QG do Grupo 1    | Allegheny County Airport   |       |
| Esquadrão 601    | Washington Composite       |       |
| Esquadrão 602    | Allegheny County Composite |       |
| Esquadrão 603    | Golden Triangle Composite  |       |
| Esquadrão 606    | Greene County Composite    |       |
| Esquadrão 704    | Beaver County Composite    |       |
| Esquadrão 712    | Butler Composite           |       |
| Esquadrão 1502   | Somerset Composite         |       |

### Grupo 2
O Grupo 2 opera na área de Harrisburg.
| N.o do Esquadrão | Nome/Localização/Tipo              | Notas |
| ---------------- | ---------------------------------- | ----- |
| QG do Grupo 2    | Fort Indiantown Gap                |       |
| Esquadrão 301    | York Composite                     |       |
| Esquadrão 302    | Capital City Composite             |       |
| Esquadrão 304    | Jesse Jones Composite              |       |
| Esquadrão 306    | Harrisburg International Composite |       |
| Esquadrão 307    | Lebanon Composite Esquadrão 307    |       |
| Esquadrão 308    | Gettysburg Composite               |       |
| Esquadrão 811    | Reading Composite                  |       |

#### Group 3
O Grupo 3 opera na área da Philadelphia.
| N.o do Esquadrão | Nome/Localização/Tipo            | Notas               |
| ---------------- | -------------------------------- | ------------------- |
| QG do Grupo 3    | Willow Grove JRB                 |                     |
| Esquadrão 102    | Philadelphia Composite           | Unit Citation Award |
| Esquadrão 103    | Philadelphia Composite           | Unit Citation Award |
| Esquadrão 104    | Northeast Philadelphia Composite |                     |
| Esquadrão 812    | General Carl A. Spaatz Composite |                     |
| Esquadrão 902    | Willow Grove JRB Composite       | Unit Citation Award |
| Esquadrão 1006   | West Philadelphia Composite      | Unit Citation Award |
| Esquadrão 1007   | Delco Composite                  |                     |
| Esquadrão 1008   | Chester County Composite         |                     |

### Group 4
O Grupo 4 conduz operações nos 14 condados da "Eastern Pennsylvania". 
| N.o do Esquadrão | Nome/Localização/Tipo             | Notas               |
| ---------------- | --------------------------------- | ------------------- |
| QG do Grupo 4    | Quakertown Airport                |                     |
| Esquadrão 101    | Lower Bucks Esquadrão             |                     |
| Esquadrão 201    | Scranton Composite                |                     |
| Esquadrão 203    | Luzerne County Composite          |                     |
| Esquadrão 207    | Mt Pocono Composite               |                     |
| Esquadrão 251    | Hilltown Senior                   |                     |
| Esquadrão 805    | Lehigh Valley Composite Esquadrão |                     |
| Esquadrão 807    | Bangor Slate Belt Composite       |                     |
| Esquadrão 904    | Quakertown Composite              | Unit Citation Award |
| Esquadrão 907    | Doylestown Composite              | Unit Citation Award |

### Grupo 5
O Grupo 5 atua na área da "North Central Pennsylvania".
| N.o do Esquadrão | Nome/Localização/Tipo      | Notas |
| ---------------- | -------------------------- | ----- |
| QG do Grupo 5    | State College              |       |
| Esquadrão 335    | Bedford County Composite   |       |
| Esquadrão 338    | Nittany Composite          |       |
| Esquadrão 401    | Williamsport Composite     |       |
| Esquadrão 522    | Columbia County Composite  |       |
| Esquadrão 714    | Jimmy Stewart Composite    |       |
| Esquadrão 1504   | Keystone Country Composite |       |

### Grupo 6
O Grup 6 é responsável pelas operações próximas a Erie.
| N.o do Esquadrão | Nome/Localização/Tipo      | Notas |
| ---------------- | -------------------------- | ----- |
| QG do Grupo 6    | Greenville                 |       |
| Esquadrão 124    | Tri City Composite         |       |
| Esquadrão 125    | Armstrong County Composite |       |
| Esquadrão 332    | Mercer County Composite    |       |
| Esquadrão 337    | Lawrence County Composite  |       |
| Esquadrão 501    | Major Don Beatty Composite |       |
| Esquadrão 502    | Erie Composite             |       |
| Esquadrão 503    | Crawford County Composite  |       |
| Esquadrão 504    | Clarion Composite          |       |
| Esquadrão 505    | Warren County Composite    |       |
| Esquadrão 507    | Elk County Composite       |       |